# Blanche Hoschedé Monetová
Blanche Hoschedé Monetová (10. listopadu 1865, Paříž, Francie – 8. prosince 1947, Nice, Francie) byla francouzská impresionistická malířka, dcera Alice Hoschedé a snacha impresionistického malíře Clauda Moneta.

## Životopis

### Ernest a Alice Hoschedé
Blanche Hoschedé Monet se narodila v Paříži jako druhá dcera Ernesta Hoschedé a Alice Hoschedé. Ernest byl podnikatel, ředitel obchodního domu v Paříži a sběratel obrazů. Byl důležitým mecenášem Clauda Moneta na začátku jeho kariéry. V roce 1876 pověřil Clauda Moneta malováním dekorativních panelů v kulatém salonu v jeho rezidenci, zámku de Rottembourg v Montgeronu. V roce 1877 Ernest Hoschedé zkrachoval a jeho umělecká sbírka byla vydražena za zlomek její ceny.

### Život s Monetem
Ernest Hoschedé, Alice a jejich šest dětí se přestěhovali do domu ve Vértheuilu, kde žili s Monetem, jeho manželkou Camille a jejich dvěma syny Jeanem a kojencem Michelem. Ernest však trávil většinu času v Paříži a jednu dobu dokonce odešel do Belgie, aby unikl svým věřitelům. I po smrti Camille ve Vértheuilu dne 5. září 1879 Alice a její děti nadále žily s Monetem. V roce 1881 se všichni přestěhovali do Poissy a nakonec se v roce 1883 usadili ve svém domě v Giverny. Přestože se Ernest a Alice Hoschedé nikdy nerozvedli, Claude Monet a Alice spolu žili až do smrti Ernesta v roce 1891. Claude Monet a Alice Hoschedé se vzali až rok po jeho smrti 16. července 1892.

### Vzdělání
Jediné dítě v domácnosti Hoschedé-Monet, které se začalo zajímat o umění, byla Blanche, která začala malovat ve věku jedenácti let. Měla milostný vztah s Claudem Monetem. Navštěvovala jeho studio i studio Édouarda Maneta. V době, kdy jí bylo 17 let, byla Monetovou asistentkou a jedinou studentkou. Blanche často malovala v plenéru stojíc vedle něho a malujíc stejnou kompozici stejnými barvami.
Blanche také malovala po boku amerických emigrantů Theodora Earla Butlera a Johna Leslie Brecka. Monet ovšem milostný vztah, který se vyvinul mezi Blanche a Breckem ukončil, přesto v roce 1892 dovolil Butlerovi vzít si Blancheinu sestru Suzanne Hoschedé.
Obchodník s uměním Paul Durand-Ruel koupil od Blanche obraz Kupka sena. V současné době je vystaven v Monetově domě v Giverny. V lednu 1888, když byl Monet v Antibes, povzbudil Blanche, aby přihlásila obraz na výstavu do Salonu.

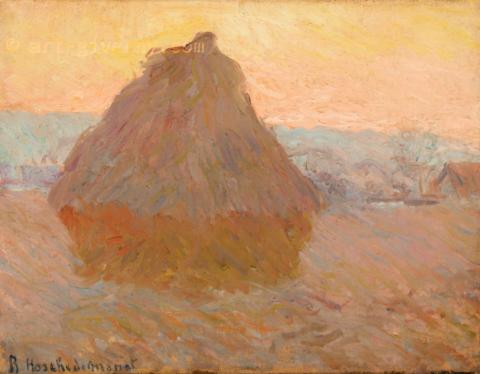
Blanche Hoschedé Monet, Kupka obilí nebo Kupka sena, 1889

### Jean a Claude Monet
Blanche se provdala za nejstaršího syna Clauda Moneta, Jeana Moneta, v roce 1897. Pár žil v Rouenu, kde Jean pracoval jako chemik pro svého strýce Léona Moneta a do roku 1913 v Beaumont-le-Roger.
Její matka Alice zemřela 19. května 1911 a manžel Jean po dlouhé nemoci 10. února 1914. Trápen smutkem Claude Monet začal trpět depresemi a od té doby Blanche převzala vedení domácnosti svého tchána. Pozorovala jak jeho zrak postupně slábne natolik, že věřil, že skončí slepý. Georges Clemenceau, jejich společný přítel, ji nazýval Monetův „Modrý anděl“. Po Monetově smrti 5. prosince 1926 poté na dvacet let až do své smrti v roce 1947 převzala odpovědnost za dům a zahrady v Giverny. Zemřela v Nice ve věku 82 let.

### Kariéra
Většinu obrazů namalovala v Giverny a v okolí Rouenu v letech 1883 až 1897, stejně jako Monet. Malovala krajinu se stromy, jako jsou borovice a topoly, a louky podél řeky Risle. V letech 1920 také několikrát malovala u Georgese Clemenceaua v Saint-Vincent-sur-Jard v departementu Vendée na západě Francie - obrazy zahrady, domu a Atlantského oceánu. Po Monetově smrti zůstala v Giverny a pokračovala v malování. Místní jsou na její práci hrdí, v Giverny nese jedna z ulic její jméno.

## Výstavy

### Samostatné výstavy
- 1927 - Galerie Bernheim-Jeune, Paříž: Blanche Hoschedé (7.-18. listopadu 1927)
- 1931 - Galerie Bernheim-Jeune, Paříž: Blanche Hoschedé Monet (9.-20. března 1931)
- 1942 - Galerie Daber, Paříž: Blanche Hoschedé ( 16. října - 7. listopadu 1942)
- 1947 - Galerie d’art Drouot Provence, Paříž: Blanche Hoschedé Monet (14. března - 14. dubna 1947)

### Společné výstavy
- Mnohokrát mezi 1905 a 1954 - Salon nezávislých
- Mnohokrát mezi 1907 a 1935 - Salon Společnosti umělců Rouenu
- 1954 - Galerie Zak, Paříž (19. listopadu - 3. prosince 1954)
- 1928 - Galerie Georges Petit, Catalogue des œuvres importantes (Katalog důležitých děl), vystavovatelé: Camille Pissarro , Mary Cassatt, Cézanne, Édouard Dufeu, Delacroix, Guillaumin, Blanche Hoschedé, Jongkind, Le Bail, Luce, Manet, Claude Monet, Piette, Seurat, Signac, Sisley, van Rysselberghe, etc..[13]
- 1957 - Vernon, Blanche-Hoschedé-Monet
- 1959 - Musée des Beaux-Arts de Rouen: Blanche Hoschedé Monet, Henry Ottman
- 1960 - Charles E. Slatkin Galleries, New York: Claude Monet a umělci z Giverny
- 1988 - Modern Art Museum Ibaraki, Kyoto, Fukushima: Monet a jeho přátelé
- 1991 - AG Poulain, Vernon: Blanche Hoschedé Monet

### Kolekce
Její díla v majetku muzeí:
- Toulouse-Lautrec Museum, Albi: Přístav Saint-Jean-Cap-Ferrat
- Musée Clemenceau, Paříž: Zahrada v Giverny
- Maison de Georges Clemenceau, Belebat: Zahrada u Clemenceaua a Zahrada u domu
- Musée Marmottan Monet, Paříž: Podél řeky a Dům Sorel-Moussong
- Musée des Beaux-Arts de Rouen: Topoly podél řeky a Pivoňky v zahradě Clauda Moneta[14]
- Musée des Augustins, Toulouse: Zahrada a dům Clauda Moneta v Giverny
- Musée de la Cohue, Vannes: Přístav v mlze
- Musée A.G. Poulain, Vernon: Dům Clauda Moneta, Rybník v Giverny, Pláž v Normandii, Zelí[8]
- Fondation Monet in Giverny[15]

### Dílo
Částečný seznam jejích prací:
- Břehy Seiny, olej na plátně[16]
- Zahrada Clauda Moneta v Giverny, olej na plátně[16]
- Roh zahrady na jaře v Giverny, olej na plátně[16]
- Květiny v měděné váze, olej na plátně[16]
- Zahrada, olej na kartonu[16]
- Zahrada, 1904, olej na plátně[16]
- Zahrada v Giverny, 1927, olej na plátně[16]
- Květinová zahrada, 1930, olej na plátně[16]
- Zahrada Clauda Moneta v Giverny, olej na plátně[16]
- Giverny: Růžový keř a lilie, olej na plátně[16]
- Kupka sena, olej na plátně[16]
- Japonský most v Monetově zahradě, olej na plátně[16]
- Jezero, olej na plátně[16]
- Růže v Monetově zahradě, olej na plátně[16]
- Růže v Monetově zahradě v Giverny, olej na plátně[16]
- Cesta v Giverny, olej na plátně[16]
- Zátiší s astrami, džbán a jablka , olej na plátně[16]
- Vodní lilie, 1946, olej na plátně[16]
- Vodní lilie, olej na plátně[16]
- Vodní lilie v Giverny, olej na plátně[16]
- Vrby u rybníka v Giverny, olej na plátně[16]